# Patrick Forrest
Sir Andrew Patrick McEwen Forrest (* 25. März 1923 in Mount Vernon, Lanarkshire; † 7. August 2021) war ein britischer Chirurg, der in Großbritannien Mammographie Programme für die Brustkrebsvorsorge initiierte.
Forrest besuchte die High School of Dundee in Dundee und studierte an der St. Andrews University (Abschluss 1945). Nach zwei Jahren als Chirurg bei der  Royal Navy (RNVR) setzte er seine Facharztausbildung in St. Andrews, an der Royal Infirmary in Dundee (wo er House Surgeon war) und an der Mayo Clinic (als Mayo Foundation Fellow) fort. Er war Lecturer an der Universität Glasgow (bei Charles Illingworth) und 1962 Professor für Chirurgie an der Welsh National School of Medicine, bevor er Regius Professor für Chirurgie (Clinical Surgery) an der Universität Edinburgh wurde, wo er inzwischen emeritiert ist. Er war Associate Dean of Clinical Studies des International Medical College in Malaysia und Gastwissenschaftler am National Cancer Institute in den USA.
Forrest machte seinen Master of Surgery mit Untersuchungen über die Pathophysiologie von Magengeschwüren, was ihm eine Goldmedaille der Universität Glasgow einbrachte, wo er auch über Chirurgische Behandlung von Brustkrebs promoviert wurde. In Edinburgh initiiert er ein umfangreiches interdisziplinäres Forschungsprogramm zum Brustkrebs und etablierte die Universität als eines der führenden Zentren für Brustkrebsbehandlung und Forschung in Großbritannien. Er gründete das Brustkrebszentrum am Longmore Hospital und war ab 1981 dessen Chef-Wissenschaftler.
1981 bis 1987 war er leitender Wissenschaftler des Scottish Home and Health Department.
1985 war er für einen Bericht für das britische Gesundheitsministerium zur Brustkrebsvorsorge mit Mammographie verantwortlich. Als Folge des Forrest Report wurde vom National Health Service (NHS) ein Programm zur Brustkrebsvorsorge ins Leben gerufen. Forrest leitete dieses Programm 1985 bis 1986 (Breast Cancer Screening Working Group).
Er war 1974 bis 1976 Präsident der Surgical Research Society, 1988/89 der Association of Surgeons of Great Britain and Ireland (ASGBI). 
1987 erhielt er die Lister-Medaille und er erhielt die McKeown Medal des Royal College of Surgeons of Edinburgh. Er ist Fellow des Royal College of Surgeons von England, Edinburgh und Glasgow, Fellow des Royal College of Physicians of Edinburgh (FRCPE), Fellow der Royal Society of Edinburgh (FRSE), Ehren-Fellow des American College of Surgeons (FACS), Ehren Fellow des Royal Australasian College of Surgeons (FRACS), des Royal College of Surgeons of Canada (FRCSC), des Royal College of Radiologists (FRCR), der Faculty of Public Health (FFPHM) und zweifacher Ehrendoktor. 1986 wurde er geadelt (Knight Bachelor, Kt).
Er war zweimal verheiratet, hatte einen Sohn und eine Tochter aus erster Ehe und eine Tochter aus zweiter Ehe.

## Schriften
- als Mitautor: Prognostic Factors in Breast Cancer, 1968
- als Mitautor: Principles and Practice of Surgery, 1985
- Breast Cancer: the decision to screen, 1990